# Chokladpudding

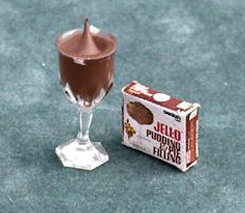
Chokladpudding från Jell-O

Chokladpudding är en dessert med chokladsmak som för det mesta serveras kall. Den typiska släta och lena puddingkonsistensen erhålls genom att man sjuder mjölk med stärkelse, till exempel potatismjöl, kakaopulver, ägg och socker. Vanillinsocker kan tillsättas som ytterligare smaksättning.
Det finns pulverprodukter för chokladpudding som rörs ned i kall mjölk. Anrättningen får sedan stå svalt eller kallt tills puddingen har stelnat.
Chokladpudding brukar serveras med vispad grädde och eventuellt färska bär. Den kan även serveras med fruktkompott eller saftsås.